# 11899 Weill
11899 Weill (1991 GJ10) là một tiểu hành tinh vành đai chính được phát hiện ngày 9 tháng 4 năm 1991 bởi F. Borngen ở Tautenburg.